# Velika nagrada São Paula
Velika nagrada São Paula je automobilistička utrka Formule 1 koja se vozi na stazi Interlagos u São Paulu u Brazilu.

## Pobjednici

### Pobjednici od 1936. do 1957.
| Godina | Utrka                      | Vozač                 | Konstruktor | Staza      |
| ------ | -------------------------- | --------------------- | ----------- | ---------- |
| 1936.  | Velika nagrada São Paula   | Carlo Maria Pintacuda | Alfa Romeo  | São Paulo  |
| 1940.  | Velika nagrada São Paula   | Arthur Nascimento Jr. | Alfa Romeo  | Interlagos |
| 1941.  | Velika nagrada São Paula   | Chico Landi           | Alfa Romeo  | Interlagos |
| 1945.  | Velika nagrada Interlagosa | Chico Landi           | Chevrolet   | Interlagos |
| 1947.  | Velika nagrada São Paula   | Chico Landi           | Alfa Romeo  | Interlagos |
| 1947.  | Velika nagrada Interlagosa | Achille Varzi         | Alfa Romeo  | Interlagos |
| 1948.  | Velika nagrada Interlagosa | Chico Landi           | Alfa Romeo  | Interlagos |
| 1948.  | Velika nagrada São Paula   | Chico Landi           | Alfa Romeo  | Interlagos |
| 1949.  | Velika nagrada Interlagosa | Luigi Villoresi       | Maserati    | Interlagos |
| 1950.  | Velika nagrada Interlagosa | Chico Landi           | Ferrari     | Interlagos |
| 1951.  | Velika nagrada São Paula   | Chico Landi           | Ferrari     | Interlagos |
| 1951.  | Velika nagrada Interlagosa | Chico Landi           | Ferrari     | Interlagos |
| 1952.  | Velika nagrada São Paula   | Juan Manuel Fangio    | Ferrari     | Interlagos |
| 1954.  | Velika nagrada São Paula   | Chico Landi           | Ferrari     | Interlagos |
| 1957.  | Velika nagrada São Paula   | Juan Manuel Fangio    | Maserati    | Interlagos |

### IndyCar
| Sezona | Vozač             | Konstruktor       | Staza   |
| ------ | ----------------- | ----------------- | ------- |
| 2010.  | Will Power        | Dallara-Honda     | Anhembi |
| 2011.  | Will Power        | Dallara-Honda     | Anhembi |
| 2012.  | Will Power        | Dallara-Chevrolet | Anhembi |
| 2013.  | James Hinchcliffe | Dallara-Chevrolet | Anhembi |

### Formula 1
| Sezona | Vozač          | Konstruktor         | Staza      |
| ------ | -------------- | ------------------- | ---------- |
| 2021.  | Lewis Hamilton | Mercedes            | Interlagos |
| 2022.  | George Russell | Mercedes            | Interlagos |
| 2023.  | Max Verstappen | Red Bull-Honda RBPT | Interlagos |
| 2024.  | Max Verstappen | Red Bull-Honda RBPT | Interlagos |

## Unutranje poveznice
- Velika nagrada Brazila

## Vanjske poveznice
- Sao Paulo - Stats F1